# Yunlin tang yinshi zhidu ji
Das chinesische Werk Yúnlín táng yǐnshí zhìdù jí (chinesisch 云林堂饮食制度集 Sammlung von Diätetik-Systemen des Wolkenwald-Studios ) ist ein einbändiges (juan) Werk von Ni Zan 倪瓒 (1301 oder 1306–1374), einem berühmten Maler aus der Stadt Wuxi (Jiangsu), der während der Mongolen-Dynastie lebte.
Das Wort „Wolkenwald“ bezieht sich auf seinen chinesischen Beinamen Yúnlín 云林 (hao). Ni Zan war buddhistischer Mönch und wurde später Daoist. Zusammen mit den Malern Huang Gongwang 黄公望 (1269–1354), Wu Zhen 吴镇 (1280–1354) und Wang Meng 王蒙 (gest. 1385) zählt er zu den „Vier Meistern“ seiner Zeit (Yuan si jia 元四家), den „Vier Großen Landschaftsmalern“. Das Buch ist eine wichtige Quelle für die Geschichte der chinesischen Ess- und Trinkkultur. Ein Rezept im Suiyuan shidan von Yuan Mei aus der Qing-Zeit, genau gesagt: die Wolkenwald-Gans (chinesisch Yunlin e 云林鹅), geht auf dieses Buch zurück. Seine dichterischen Werke sind in der Sammlung Ni Yunlin xiansheng shiji 倪云林堂先生诗集 enthalten. Ein berühmter Druck davon vom Anfang der Ming-Dynastie wurde in der Buchreihe Sibu congkan reproduziert. In der zuletzt genannten Sammlung ist auch das hier besprochene Yunlin tang yinshi zhidu ji enthalten, das in der berühmten Sammlung Zhongguo pengren guji congkan aus dem chinesischen Verlag Zhongguo shangye chubanshe allerdings einfacher zugänglich gemacht wurde.